# UV-Filter (Wasseraufbereitung)
Sogenannte UV-Filter werden zur Aufbereitung von Wasser für Aquarien, Schwimmbecken, Planschbecken oder Trinkwasser eingesetzt. Um Wasser keimfrei zu machen, gibt es die Möglichkeit einer Bestrahlung mit UV-C-Licht. Durch seine (im Vergleich zu Licht im sichtbaren Spektrum) höhere Energie vermag UV-Strahlung Bakterien, Viren sowie vielerlei Sporen zu inaktivieren und ist damit auch anstelle von Chlor oder Sauerstoff zur Desinfektion geeignet.  Darüber hinaus kommt UV-Desinfektion bei der Aufbereitung von Abwasser, z. B. in Klärwerken, auch in großtechnischem Maßstab zur Anwendung.

## Aquaristik
In der Aquaristik versteht man unter einem „UV-Filter“ eine mit UV-C-Licht beleuchtete Kammer, die meist an den Wasserkreislauf des Außenfilters oder an einen Bypass angeschlossen wird; teilweise ist sie auch im Filtergehäuse integriert. Um einen Filter im technischen Sprachgebrauch handelt es sich trotz der Namensgebung nicht, da in der Kammer durchfließendes Wasser lediglich mit UV-Licht bestrahlt wird, wodurch Wasser keimfrei gemacht wird. Andere häufig verwendete Begriffe sind UV-Klärer, UV-Brenner, UV-Sterilisator.
Über diese Wirkung hinaus werden auch im Wasser befindliche Algen (Schwebalgen) abgetötet sowie feine Schmutzpartikel im Wasser verklumpt, so dass sie vom eigentlichen Filter des Aquariums besser entfernt werden können. Damit wird das Wasser klarer, was oft der Hauptgrund zur Installation eines UV-Filters ist.
UV-Filter gibt es in verschiedenen Stärken und Größen, passend zur Größe des Beckens. Die UV-C-Lampen müssen nach einer gewissen Zeit ausgetauscht werden.